# Yi Geun-hwa
Yi Geun-hwa  (Hangul: 이근화) es un poeta y profesor surcoreano.

## Biografía
Yi Geun-hwa nació en 1976 en Seúl, Corea del Sur. Se doctoró con la investigación "El periodo colonial coreano en la poesía de la década de 1930". Actualmente da clases mientras sigue escribiendo.

## Obra
Yi Geun-hwa publicó sus primeros poemas en Literatura contemporánea (Hyeondae Munhak) en 2004.
Sus poemas tienen un tono ligero para mostrar los pequeños pero interesantes paisajes de la vida. Brindan una sensación de intimidad al principio, pero después ese sentimiento se vuelve más complejo y a menudo cambia a confusión.
Algunos lectores y críticos han expresado su pesar por la dificultad y la incomunicabilidad de sus poemas. En una entrevista con la prensa el poeta expresó: "Creo que el lenguaje poético debe ser comunicable de alguna forma, pero ¿quién puede decir que la comunicación tenga que estar limitada a una o dos formas? Creo que los poemas difíciles requieren nuevas formas de comunicación". De esta forma, a través de la incomunicación, el poeta habla al mundo de una forma paradójica para mostrar su anhelo de comunicación real.
Recibió el Premio para Jóvenes Escritores Yun Dong-ju (2009), el Premio Literario Kim Jun-seong (2010), además del Premio Siwa Segye (2011) y el Premio Literario Hyeondae (2013).

## Obras en coreano
- El zoo de Kant (Kanteu ui dongmulweon, Mineumsa, 2006)
- Nuestra evolución (Uri deul ui jinhwa, Munhakgwa jiseongsa, 2009)

## Premios
- Premio para Jóvenes Escritores Yun Dong-ju (2009)
- Premio Literario Kim Jun-seong (2010),
- Premio Siwa Segye (2011)
- Premio Literario Hyeondae (2013).